# Malý Šum
Malý Šum také zvaný Malá Hučava je potok ve Vysokých Tatrách na Slovensku. Protéká územím okresu Poprad. Je to levostranný přítok Veľkého Šumu. Je dlouhý 5,1 km. Je tokem V. řádu.

## Průběh toku
Pramení ve Štôlské dolině, na východním úpatí Tupé (2284,5 m) v nadmořské výšce přibližně 2070 m. Nejprve teče jihovýchodním směrem, postupně se stáčí na jih a vtéká do Tatranského podhoria. Tam protéká přes Vyšné Hágy a jižně od osady ústí v nadmořské výšce přibližně 964 m do Veľkého Šumu.